# Poveste cu iepurași
Poveste cu iepurași este un film românesc din 1963 regizat de Florin Anghelescu.